# Marian Szczyrbuła
 (juin 2024).
La mise en forme du texte ne suit pas les recommandations de Wikipédia : il faut le « wikifier ».
Les points d'amélioration suivants sont les cas les plus fréquents. Le détail des points à revoir est peut-être précisé sur la page de discussion.
- Les titres sont pré-formatés par le logiciel. Ils ne sont ni en capitales, ni en gras.
- Le texte ne doit pas être écrit en capitales (les noms de famille non plus), ni en gras, ni en italique, ni en « petit »…
- Le gras n'est utilisé que pour surligner le titre de l'article dans l'introduction, une seule fois.
- L'italique est rarement utilisé : mots en langue étrangère, titres d'œuvres, noms de bateaux, etc.
- Les citations ne sont pas en italique mais en corps de texte normal. Elles sont entourées par des guillemets français : « et ».
- Les listes à puces sont à éviter, des paragraphes rédigés étant largement préférés. Les tableaux sont à réserver à la présentation de données structurées (résultats, etc.).
- Les appels de note de bas de page (petits chiffres en exposant, introduits par l'outil «  Source ») sont à placer entre la fin de phrase et le point final[comme ça].
- Les liens internes (vers d'autres articles de Wikipédia) sont à choisir avec parcimonie. Créez des liens vers des articles approfondissant le sujet. Les termes génériques sans rapport avec le sujet sont à éviter, ainsi que les répétitions de liens vers un même terme.
- Les liens externes sont à placer uniquement dans une section « Liens externes », à la fin de l'article. Ces liens sont à choisir avec parcimonie suivant les règles définies. Si un lien sert de source à l'article, son insertion dans le texte est à faire par les notes de bas de page.
- La présentation des références doit suivre les conventions bibliographiques. Il est recommandé d'utiliser les modèles {{Ouvrage}}, {{Chapitre}}, {{Article}}, {{Lien web}} et/ou {{Bibliographie}}. Le mode d'édition visuel peut mettre en forme automatiquement les références.
- Insérer une infobox (cadre d'informations à droite) n'est pas obligatoire pour parachever la mise en page.

Pour une aide détaillée, merci de consulter Aide:Wikification.
Si vous pensez que ces points ont été résolus, vous pouvez retirer ce bandeau et améliorer la mise en forme d'un autre article.
Marian Szczyrbuła (né le 10 octobre 1899 à Cracovie et mort en 1942 à Tobolsk), est un artiste peintre polonais appartenant aux courants du formisme (ou expressionnisme polonais) et du colorisme polonais (aussi appelé kapisme), mouvement inspiré par les post-impressionnistes français.   

## Biographie
Dans les années 1916-1921, il suit des études d'art à l'Académie des Beaux Arts de Cracovie sous la direction de Józef Mehoffer et Wojciech Weiss. Durant ses études, il est impliqué dans le mouvement futuriste à Cracovie en se liant d'amitié avec Bruno Jasieński et Stanisław Młodożeniec. Dans les années 1922-1924 il est professeur de dessin au séminaire de maître de Tarnopol. Après l'obtention d'une bourse nationale, il part à Paris en septembre 1924 avec un groupe de peintres appelés les kapistes, terme venant de l’abréviation de « Komitet Paryski » (K.P.) qui signifie « le Comité de Paris ». Après son retour en Pologne en 1925, il obtient un poste d'enseignant à Stryj, où il travaille jusqu'en 1930. À la suite d'un cours d'un an de travaux manuels à Varsovie, il travaille tout d'abord un an à Vilnius, puis il est transféré à Wilejka. En 1935 il est nommé professeur de lycée à Dzisna. Tout en se consacrant à son travail d'enseignant, il garde le contact avec ses collègues et amis de l'Académie et participe à des expositions. Après l'occupation des territoires orientaux de la Pologne par l'URSS en septembre 1939 il enseigne le dessin à l'école biélorusse nouvellement ouverte à Dzisna. Il est arrêté au printemps 1941 par les autorités soviétiques et déporté à Tobolsk en Sibérie en même temps que d'autres membres de l'intelligentsia polonaise locale. C'est là-bas qu'il meurt pendant l'hiver 1941/1942, où, d'après les récits de survivants, son corps gelé est retrouvé dans la rue. Une pancarte commémorative de Marian Szczyrbuła se trouve sur le tombeau familial des Szczyrbuła au cimetière Rakowicki à Cracovie.  

## Œuvre

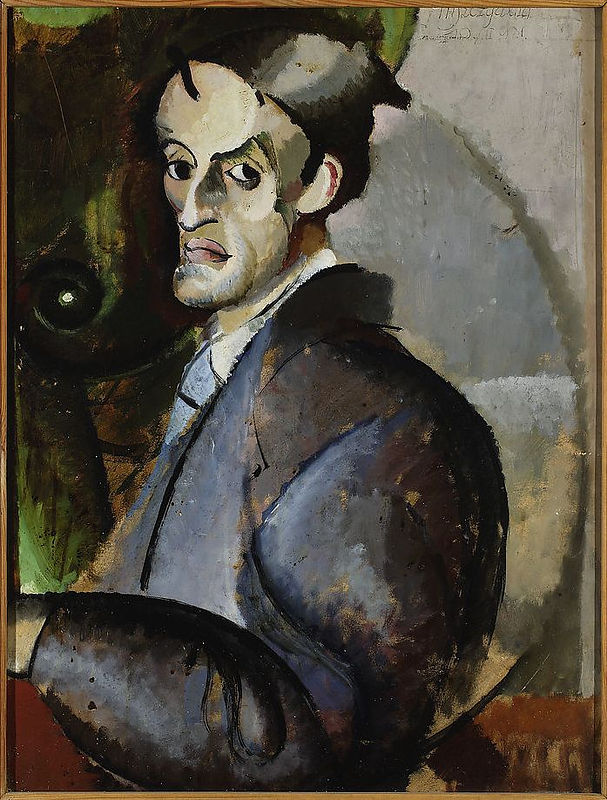
Marian Szczyrbuła – Autoportrait (1921) – Musée national de Varsovie

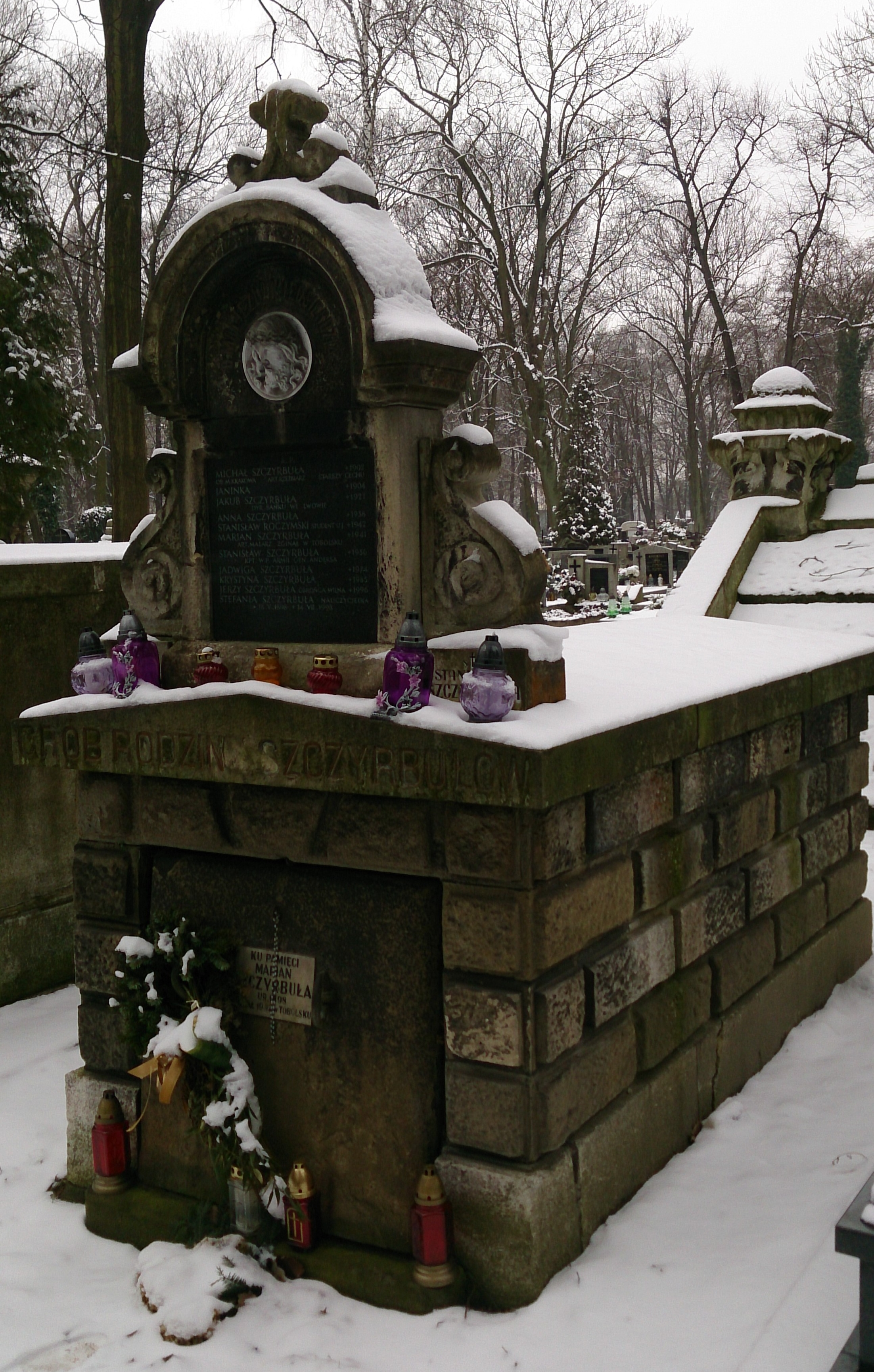
Tombeau familial des Szczyrbuła au Cimetière Rakowicki à Cracovie, sur lequel est apposée une plaque commémorative de Marian Szczyrbuła.

Avant la guerre il a exposé principalement avec le groupe cracovien « Zwornik » à Cracovie et à Lwów, et jusqu'en 1939 il a envoyé ses tableaux aux expositions annuelles de l'Institut de Propagande de l'Art de Varsovie. Les tableaux présentés avaient pour thème les paysages et l'architecture des environs de Stryj, Borysław, Drohobycz et de la Région de Vilnius. La majorité des tableaux réalisés à Dzisna ont le plus probablement brûlé en 1944. Marian Szczyrbuła a également peint des portraits et des autoportraits. Ses tableaux se composent de taches multicolores jetées sur la toile via des coups de pinceau plus ou moins forts et multidirectionnels. Le coloris de ses œuvres est généralement sombre, mais contient parfois de nettes dissonances de couleurs. En revanche, les formes sont en grande partie lissées, comme on peut l'attendre d'un ancien formiste devenu ensuite coloriste.  
Les tableaux de Marian Szczyrbuła ont été exposés après la guerre dans le cadre de diverses expositions thématiques comme « L'expressionnisme dans l'art polonais », « Les formistes », « Le comité de Paris ».
Aujourd'hui, les tableaux de l'artiste sont notamment exposés au Musée national de Varsovie, au Musée national de Cracovie, au Musée national de Wrocław, au Musée d'art de Łódź, au Musée national de Poznań, au Musée national de Kielce, au Musée de la Haute-Silésie de Bytom, et au Musée de Poméranie centrale de Słupsk.